# توري دي ميغيل سيسميرو
بلدية توري دي ميغيل سيسميرو (بالإسبانية: Torre de Miguel Sesmero)‏, هي إحدى بلديات مقاطعة بطليوس, التي تقع في منطقة إكستريمادورا, والتي تقع في غرب إسبانيا.
يبلغ عدد سكانها 1.274 نسمة وفقاً لإحصائية سنة (2002).